# Đánh giá tác động môi trường
Đánh giá môi trường là đánh giá các hậu quả môi trường (tích cực lẫn tiêu cực) của một kế hoạch, chính sách, chương trình, hoặc các dự án thực tế trước khi quyết định tiến hành thực hiện hay không. Trong bối cảnh này, thuật ngữ "Đánh giá tác động môi trường" (EIA hay DTM) thường được sử dụng khi áp dụng cho các dự án thực tế của các cá nhân hoặc công ty và thuật ngữ "đánh giá môi trường chiến lược" (SEA) áp dụng cho các chính sách, kế hoạch và chương trình thường được các cơ quan nhà nước thực hiện.
Mục đích của việc đánh giá này để chắc rằng các nhà ra quyết định quan tâm đến các tác động của dự án đếm môi trường khi quyết định thực hiện dự án đó không. Tổ chức quốc tế về Đánh giá tác động môi trường (IAIA) đưa ra định nghĩa về việc đánh giá tác động môi trường gồm các công việc như "xác định, dự đoán, đánh giá và giảm thiểu các ảnh hưởng của việc phát triển dự án đến các yếu tố sinh học, xã hội và các yếu tố liên quan khác trước khi đưa ra quyết định quan trọng và thực hiện những cam kết.
Đánh giá môi trường có thể được điều chỉnh bởi các quy tắc về thủ tục hành chính liên quan đến sự tham gia của cộng đồng và tài liệu về việc đưa ra quyết định và có thể bị xem xét lại theo luật pháp.ĐTM đặc biệt ở chỗ chúng không yêu cầu tuân thủ một kết quả về môi trường đã định trước, nhưng họ yêu cầu các nhà ra quyết định phải tính đến các giá trị môi trường trong các quyết định của mình kết hợp cùng với việc khảo sát lấy ý kiến của người dân để đưa ra quyết định phù hợp nhất.

## Lịch sử hình thành
Các đánh giá tác động môi trường được bắt đầu vào những năm 60 của thế kỉ 20, như là một phần của việc nâng cao nhận thức cho người dân về vấn đề môi trường.Đánh giá tác động môi trường liên quan đến đánh giá kỹ thuật nhằm góp phần vào việc ra quyết định sao cho khách quan hơn. Tại Hoa Kỳ, các đánh giá tác động môi trường đã đạt được vị thế chính thức vào năm 1969, với việc ban hành Đạo luật về Chính sách Môi trường Quốc gia. ĐTM đã được sử dụng ngày càng nhiều trên thế giới. Số lượng các "Đánh giá môi trường" nộp hàng năm "đã vượt qua rất nhiều số Báo cáo Tác động Môi trường nghiêm ngặt hơn (EIS)." Đánh giá Môi trường là một “bản báo cáo tác động môi trường nghiêm ngặt thu nhỏ” được thiết kế để cung cấp đầy đủ thông tin để cho phép cơ quan quyết định cho dù việc soạn thảo Báo cáo Tác động Môi trường (EIS) là cần thiết. "ĐTM là một hoạt động được thực hiện để tìm ra các tác động có thể xảy ra trước khi tiến hành dự án, qua đó có thể dự trù hết các khả năng rủi ro, làm cơ sở đưa ra quyết định cho nhà đầu tư hoặc cơ quan có thẩm quyền.

## Phương pháp thực hiện
Có sẵn các phương pháp đánh giá cụ thể và các ngành công nghiệp cụ thể như:
- Sản phẩm công nghiệp - Phân tích vòng đời đời sống (LCA) được sử dụng để xác định và đánh giá tác động của các sản phẩm công nghiệp đối với môi trường. Các ĐTM này xem xét các hoạt động liên quan đến việc khai thác nguyên vật liệu, phụ liệu, thiết bị; sản xuất, sử dụng, thải bỏ và các thiết bị phụ trợ.
- Thực vật biến đổi gen - Các phương pháp cụ thể có sẵn để thực hiện ĐTM sinh vật biến đổi gen bao gồm GMP-RAM và INOVA
- Logic mờ - Các phương pháp ĐTM cần dữ liệu đo lường để ước tính các giá trị của các chỉ số tác động. Tuy nhiên, nhiều tác động môi trường không thể định lượng được, Ví dụ: Chất lượng cảnh quan, chất lượng cuộc sống và sự chấp nhận của xã hội. Thay vào đó là thông tin từ ĐTM tương tự, đánh giá của chuyên gia và ý kiến cộng đồng được sử dụng. Các phương pháp lý luận gần đúng được gọi là logic mờ có thể được sử dụng. Một cách tiếp cận số học mờ cũng đã được đề xuất  và được thực hiện bằng cách sử dụng một công cụ phần mềm (TDEIA)

## Sự phát triển
Vào cuối dự án, một cuộc kiểm toán đánh giá độ chính xác của ĐTM bằng cách so sánh các tác động thực tế với dự đoán. Mục tiêu là làm cho ĐTM trong tương lai trở nên hợp lệ, có giá trị và hiệu quả. Hai vấn đề chính là:
- Khoa học - để kiểm tra tính chính xác của dự đoán và giải thích lỗi
- Quản lý - để đánh giá sự thành công của việc giảm nhẹ tác động giảm

Việc kiểm tra có thể được thực hiện như một đánh giá khắt khe về giả thuyết không hoặc với cách tiếp cận đơn giản hơn so với những gì đã xảy ra với dự đoán trong tài liệu ĐTM.
Sau khi ĐTM, các nguyên tắc phòng ngừa gây ô nhiễm có thể được áp dụng để quyết định có nên từ chối, sửa đổi hay yêu cầu nghiêm ngặt về trách nhiệm pháp lý hoặc bảo hiểm đối với một dự án, dựa trên các tác hại được dự đoán.

## Đánh giá môi trường trên thế giới

### Úc
Lịch sử phát triển của ĐTM ở Úc có thể liên quan đến việc ban hành Đạo luật Chính sách Môi trường Quốc gia Hoa Kỳ (NEPA) vào năm 1970, điều này làm cho việc soạn thảo các báo cáo tác động môi trường là một yêu cầu cần thiệt. Tại Úc, người ta có thể nói rằng các thủ tục ĐTM đã được giới thiệu ở cấp Tiểu bang trước Quốc hội (liên bang), với đa số các bang có quan điểm khác nhau với Khối thịnh vượng chung. Một trong những bang tiên phong là New South Wales, Ủy ban Kiểm soát Ô nhiễm Nhà nước đã đưa ra hướng dẫn ĐTM vào năm 1974. Ở cấp Liên bang, sau đó đã được thông qua Đạo luật Bảo vệ Môi trường (Tác động của Các Đề xuất) năm 1974. Bảo vệ Môi trường Và Đạo luật Bảo tồn Đa dạng sinh học năm 1999 (EPBC) đã thay thế Đạo luật Bảo vệ Môi trường (Tác động của Các Đề xuất) năm 1974 và là phần trung tâm hiện tại cho EIA ở Úc trên cấp độ Liên bang (liên bang). Một điểm quan trọng cần lưu ý là Đạo luật Khối thịnh vượng chung này không ảnh hưởng đến tính hợp lệ của việc đánh giá và phê duyệt môi trường và phát triển của Bang và Khu vực; thay vì EPBC chạy song song với Hệ thống Bang / Lãnh thổ. Sự chồng chéo giữa các yêu cầu của liên bang và tiểu bang được giải quyết thông qua các hiệp định song phương hoặc một lần kiểm định các quy trình của nhà nước theo quy định của Đạo luật EPBC.

#### Cấp Thịnh vượng chung
Đạo luật EPBC cung cấp một khung pháp lý để bảo vệ và quản lý các hệ thực vật, động vật, cộng đồng sinh thái và các địa điểm di sản quan trọng quốc gia và quốc tế - được định nghĩa trong Đạo luật EPBC là những vấn đề 'tầm quan trọng về môi trường quốc gia'. Sau đây là tám vấn đề 'ý nghĩa môi trường quốc gia' mà EPBC ACT áp dụng:
- Di sản thế giới
- Di sản Quốc gia
- Các vùng đất ngập nước Ramsar có ý nghĩa quốc tế
- Các loài bị đe dọa và cộng đồng sinh thái
- Các loài di cư được bảo vệ theo các hiệp định quốc tế
- Môi trường biển của Khối thịnh vượng chung
- Hành động hạt nhân (bao gồm khai thác urani)
- Di sản quốc gia.

Ngoài ra, Đạo luật EPBC nhằm mục đích cung cấp một quá trình đánh giá và phê duyệt quốc gia một cách hợp lý cho các hoạt động. Các hoạt động này có thể do Liên bang, hoặc các đại lý, bất cứ nơi nào trên thế giới hoặc các hoạt động trên đất thuộc Khối Thịnh vượng chung; Và các hoạt động được liệt kê như là có "tác động đáng kể" đối với các vấn đề "tầm quan trọng về môi trường quốc gia".
Đạo luật EPBC bắt đầu khi một người (một người đề xuất) muốn một hành động (được gọi là 'đề xuất' hoặc 'dự án') được đánh giá về các tác động môi trường theo Đạo luật EPBC, người đó phải chuyển dự án tới Bộ Môi trường, Nước, Di sản và Nghệ thuật (Australia). "Giới thiệu" này sau đó được công bố cho công chúng, cũng như các tiểu bang, lãnh thổ và Bộ trưởng Liên bang liên quan, để bình luận xem dự án này có ảnh hưởng đáng kể đến các vấn đề có ý nghĩa về môi trường quốc gia hay không. Bộ Môi trường, Nước, Di sản và Nghệ thuật đánh giá quá trình và đưa ra khuyến nghị với Bộ trưởng hoặc đại biểu về tính khả thi. Quyết định cuối cùng về quyết định vẫn còn của Bộ trưởng, mà không phải chỉ dựa trên các vấn đề "tầm quan trọng về môi trường quốc gia" mà còn phải xem xét tác động xã hội và kinh tế của dự án.
Bộ trưởng Môi trường Úc không thể can thiệp vào một đề nghị nếu nó không có tác động đáng kể lên một trong tám vấn đề 'tầm quan trọng về môi trường quốc gia' mặc dù có thể có những tác động môi trường không mong muốn khác. Điều này chủ yếu là do sự phân chia quyền hạn giữa các bang và chính phủ liên bang.Do đó Bộ trưởng Môi trường Úc không thể làm đảo lộn quyết định của nhà nước.
Có hình phạt dân sự và hình sự nghiêm ngặt đối với hành vi vi phạm Đạo luật EPBC. Tùy thuộc vào loại vi phạm, hình phạt dân sự (tối đa) có thể lên đến 550.000 đô la Mỹ cho một cá nhân và 5,5 triệu đô la cho một công ty, hoặc hình phạt hình sự (tối đa) là bảy năm tù và/hoặc hình phạt là 46.200 đô la.

#### Cấp Tiểu Bang và Lãnh Thổ

##### Australian Capital Territory (ACT)
Các quy định về ĐTM trong các cơ quan thuộc Bộ trong ACT được tìm thấy trong Chương 7 và 8 của Đạo luật Quy hoạch và Phát triển 2007 (ACT). ĐTM ở ACT đã được quản lý trước đây với sự trợ giúp của Phần 4 của Đạo luật Đất đai (Quy hoạch và Môi trường) năm 1991 (Land Act) và Kế hoạch Lãnh thổ (kế hoạch sử dụng đất).  Lưu ý rằng một số ĐTM có thể xảy ra trong ACT trên đất thuộc Khối thịnh vượng chung theo Đạo luật EPBC (Cth). Các điều khoản tiếp theo của Đạo Luật Quản lý Đất đai và Luật Quản lý Đất đai năm 1988 (Cth) của Úc có thể áp dụng đặc biệt đối với đất đai quốc gia và "khu vực được chỉ định".

##### New South Wales (NSW)
Tại New South Wales, Đạo luật Đánh giá Hoạch định Môi trường 1979 (EPA) thiết lập ba lộ trình cho ĐTM. Phần đầu tiên nằm trong Phần 5.1 của EPAA, cung cấp cho EIA các dự án 'Hạ tầng đáng kể của Nhà nước'. (Từ tháng 6 năm 2011, Phần này thay thế phần 3A, trước đây đã bao gồm ĐTM cho các dự án lớn). Thứ hai là theo Phần 4 của Đạo luật liên quan đến kiểm soát phát triển. Nếu một dự án không yêu cầu phê duyệt theo Phần 3A hoặc Phần 4, thì nó có thể bị bắt bởi con đường thứ ba, Phần 5 liên quan đến đánh giá tác động môi trường.

##### Northern Territory (NT)
Quá trình ĐTM ở Lãnh thổ phía Bắc chủ yếu được quản lý theo Đạo luật Đánh giá Môi trường (EAA). [15] Mặc dù EAA là công cụ chính cho ĐTM ở Lãnh thổ Bắc, nhưng có thêm các điều khoản cho các đề xuất trong Đạo luật Yêu cầu 1985 (NT). [13]

##### Queensland (QLD)
Có bốn quy trình ĐTM chính ở Queensland. Thứ nhất, theo Đạo luật Kế hoạch Tổng hợp năm 1997 (IPA) cho các dự án phát triển khác ngoài khai thác mỏ. Thứ hai, theo Đạo luật Bảo vệ Môi trường năm 1994 (Đạo luật EP) đối với một số hoạt động khai thác mỏ và dầu khí. Thứ ba, theo Đạo luật của Tổ chức Phát triển và Phát triển Nhà nước năm 1971 (Đạo luật Phát triển Nhà nước) cho "các dự án quan trọng". Cuối cùng, Luật Bảo vệ Môi trường và Bảo tồn Đa dạng sinh học năm 1999 (Cth) cho "các hành động có kiểm soát".

##### Nam Úc (SA)
Công cụ quản lý địa phương cho ĐTM ở Nam Úc là Đạo luật Phát triển năm 1993. Có thể có ba mức độ đánh giá theo Đạo luật dưới dạng một báo cáo về tác động môi trường (EIS), một báo cáo về môi trường công cộng (PER) hoặc một Báo cáo Phát triển (DR)).

###### Tasmania (TAS)
Ở Tasmania, một hệ thống pháp luật hợp nhất được sử dụng để điều chỉnh quá trình phát triển và phê duyệt, hệ thống này là một hỗn hợp của Đạo luật Quản lý Môi trường và Kiểm soát Ô nhiễm 1994 (EMPCA), Quy hoạch sử dụng đất và Phê duyệt Đạo luật năm 1993 (LUPAA), Chính sách Nhà nước và Dự án Đạo luật 1993 (SPPA), và Đạo luật Tòa án Giải quyết Khiếu kiện về Quản lý Tài nguyên và Kế hoạch năm 1993.

##### Victoria (VIC)
Quá trình ĐTM ở Victoria liên quan đến Đạo luật Hiệu quả Môi trường năm 1978 và Hướng dẫn của Bộ về Đánh giá các Ảnh hưởng về Môi trường (được thực hiện theo Điều 10 của Đạo luật EE).

##### Tây Úc (WA)
Đạo luật Bảo vệ Môi trường năm 1986 (Phần 4) cung cấp khuôn khổ pháp lý cho quá trình ĐTM ở Tây Úc. Đạo luật EPA giám sát các đề xuất quy hoạch và phát triển và đánh giá những tác động có thể có của họ đối với môi trường.

##### Canada
Trong Hội Những người bạn của Oldman River Society v. Canada (Bộ trưởng Bộ Giao thông vận tải), (SCC 1992) La Forest J của Toà án tối cao Canada đã mô tả các đánh giá tác động môi trường theo phạm vi thẩm quyền của liên bang phù hợp với các vấn đề môi trường,
"Đánh giá tác động môi trường là hình thức đơn giản nhất, một công cụ lập kế hoạch mà hiện nay được coi là một thành phần không thể tách rời của việc đưa ra quyết định đúng đắn"
"Các khái niệm cơ bản đằng sau đánh giá môi trường chỉ đơn giản nói rằng: (1) xác định sớm và đánh giá tất cả các hậu quả môi trường tiềm ẩn của một cam kết được đề xuất (2) ra quyết định rằng cả hai Đảm bảo sự đầy đủ của quá trình này và hòa hợp, trong phạm vi tối đa có thể, sự phát triển của người đề xuất với việc bảo vệ và bảo vệ môi trường. "
La Forest đề cập đến (Jeffrey 1989, 1.2.1.4) và (Emond 1978, trang 5) mô tả "các đánh giá về môi trường như là một công cụ lập kế hoạch với cả việc thu thập thông tin và một thành phần đưa ra quyết định" cung cấp "... cơ sở khách quan cho việc cấp hoặc từ chối chấp thuận cho một sự phát triển đề xuất. "
Công ước La Forest đã giải thích mối quan tâm của ông về những gợi ý của Bill C-45 về quyền điều hướng của các công trình giao thông công cộng đối với các hồ và sông ngòi trái với các vụ kiện trước đây (La Forest & 1973 178-80)
Đạo luật đánh giá môi trường Canada năm 2012 (CEAA 2012) "và các quy định của nó thiết lập cơ sở lập pháp cho việc thực hành liên bang về đánh giá môi trường ở hầu hết các khu vực của Canada.".CEAA 2012 có hiệu lực July 6 năm 2012 và thay thế cho Đạo luật Đánh giá Môi trường Canada (1995). EA được định nghĩa là công cụ lập kế hoạch để xác định, hiểu, đánh giá và giảm nhẹ tác động môi trường của một dự án, nếu có thể.